# Karl-Adolf Hollidt
Karl-Adolf Hollidt (ur. 28 kwietnia 1891 w Spirze, zm. 22 maja 1985 w Siegen) – niemiecki dowódca wojskowy z czasów II wojny światowej w stopniu generała pułkownika.

## Życiorys
Jego ojciec był nauczycielem. Hollidt kształcił się w swojej rodzinnej miejscowości Spira. Po ukończeniu nauki w 1909 roku zaciągnął się do 117 Pułku Piechoty. Rok później został awansowany do stopnia podporucznika. W czasie I wojny światowej, Hollidt służył na froncie zachodnim. Po zakończeniu I wojny piął się w górę po szczeblach w Reichswehrze.
Na początku kampanii wrześniowej w krótkim okresie dowodził nowo utworzoną 52 Dywizją Piechoty. Od 10 września 1939 roku pełnił funkcję szefa sztabu 5 Armii, która w trakcie trwania kampanii wrześniowej znajdowała się w składzie Grupy Armii C i dozorowała zachodnią granicę na Westwallu. 15 maja 1940 roku jako szef sztabu 9 armii, brał udział w kampanii francuskiej. Od października 1940 roku był dowódcą 50 Dywizji Piechoty.
W marcu 1943 roku Hollidt objął dowództwo nad 6 Armią, która poniosła klęskę w bitwie stalingradzkiej. Odtworzono ją w marcu w południowej Rosji z Odcinka Armijnego Hollidt. Pod koniec marca 1944 roku został odwołany ze stanowiska dowódcy 6 Armii i przeniesiony do rezerwy.
Po wojnie został aresztowany i sądzony w procesie wyższego dowództwa w Norymberdze. Uznany odpowiedzialnym za zbrodnie wojenne w podległych mu jednostkach armii niemieckiej. Został skazany na 5 lat więzienia. Odzyskał wolność 22 grudnia 1949 roku.

## Awanse
- 27 stycznia 1910 – podporucznik[2]
- 22 marca 1915 – porucznik[2]
- 22 marca 1918 – kapitan[2]
- 1 lutego 1930 – major[2]
- 1 kwietnia 1932 – podpułkownik[2]
- 1 stycznia 1935 – pułkownik[2]
- 1 kwietnia 1938 – generał major[2]
- 1 kwietnia 1940 – generał porucznik[2]
- 1 lutego 1942 – generał piechoty[2]
- 1 września 1943 – generał pułkownik[2]

## Odznaczenia
- Krzyż Żelazny
  - I klasa (1914)
  - II klasa (1916)
- Krzyż Rycerski Krzyża Żelaznego z Liśćmi Dębu[3]
- Order Michała Walecznego[3]
  - III klasa
- Medal za Kampanię Zimową na Wschodzie 1941/1942